# Comuna Bălțați, Iași
Bălțați este o comună în județul Iași, Moldova, România, formată din satele Bălțați (reședința), Cotârgaci, Filiași, Mădârjești, Podișu, Sârca și Valea Oilor.

## Așezare
Comuna este situată în centrul județului, în Câmpia Jijiei inferioare, pe malul râului Bahluieț. Este străbătută de șoseaua națională DN28, care leagă Iașiul de Roman. Din acest drum, la Mădârjești, se ramifică șoseaua județeană DJ282E, care duce spre sud la Lungani, Sinești, Mădârjac și Țibana.

## Demografie
Componența etnică a comunei Bălțați
     Români (87,61%)
     Alte etnii (0%)
     Necunoscută (12,39%)
Componența confesională a comunei Bălțați
     Ortodocși (78,65%)
     Romano-catolici (7,87%)
     Alte religii (0,65%)
     Necunoscută (12,83%)
Conform recensământului efectuat în 2021, populația comunei Bălțați se ridică la 4.778 de locuitori, în scădere față de recensământul anterior din 2011, când fuseseră înregistrați 4.975 de locuitori. Majoritatea locuitorilor sunt români (87,61%), iar pentru 12,39% nu se cunoaște apartenența etnică. Din punct de vedere confesional, majoritatea locuitorilor sunt ortodocși (78,65%), cu o minoritate de romano-catolici (7,87%), iar pentru 12,83% nu se cunoaște apartenența confesională.

## Politică și administrație
Comuna Bălțați este administrată de un primar și un consiliu local compus din 15 consilieri. Primarul, Vasile Aștefanei[*], de la Partidul Social Democrat, este în funcție din 2008. Începând cu alegerile locale din 2024, consiliul local are următoarea componență pe partide politice:
|  | Partid                          | Consilieri | Componența Consiliului | Componența Consiliului | Componența Consiliului | Componența Consiliului | Componența Consiliului | Componența Consiliului | Componența Consiliului | Componența Consiliului |
|  | ------------------------------- | ---------- | ---------------------- | ---------------------- | ---------------------- | ---------------------- | ---------------------- | ---------------------- | ---------------------- | ---------------------- |
|  | Partidul Social Democrat        | 8          |                        |                        |                        |                        |                        |                        |                        |                        |
|  | Partidul Mișcarea Populară      | 3          |                        |                        |                        |                        |                        |                        |                        |                        |
|  | Partidul Național Liberal       | 3          |                        |                        |                        |                        |                        |                        |                        |                        |
|  | Alianța pentru Unirea Românilor | 1          |                        |                        |                        |                        |                        |                        |                        |                        |

## Istorie
La sfârșitul secolului al XIX-lea, comuna nu exista, o parte din satele ei, existente la acea vreme, fiind incluse în comuna Brăești, și altele alcătuind comuna Sârca (cu satele Sârca, Bidăile, Lungani, Crucea, Cosițeni, Mădârjești și Goești având în total 3519 locuitori, 5 biserici, 3 școli, 4 mori de apă și 2 de aburi). Anuarul Socec din 1925 consemnează apariția comunei Bălțați, în plasa Cârligătura a județului Iași, având 1183 de locuitori în satele Bălțați, Sârca și Valea Oilor și în cătunele Făcuți și Gugea. În 1931, comuna a fost desființată și satele ei au fost incluse în comuna Lungani.
Comuna Bălțați a fost reînființată, în structura anterioară, plus satele Cotârgaciu și Mădârjești, după al Doilea Război Mondial. În 1950, ea a fost transferată raionului Târgu Frumos și apoi (după 1956) raionului Pașcani din regiunea Iași. În 1968, comuna a revenit la județul Iași, reînființat și tot atunci a fost desființat satul Gugea, comasat cu Valea Oilor.

## Monumente istorice

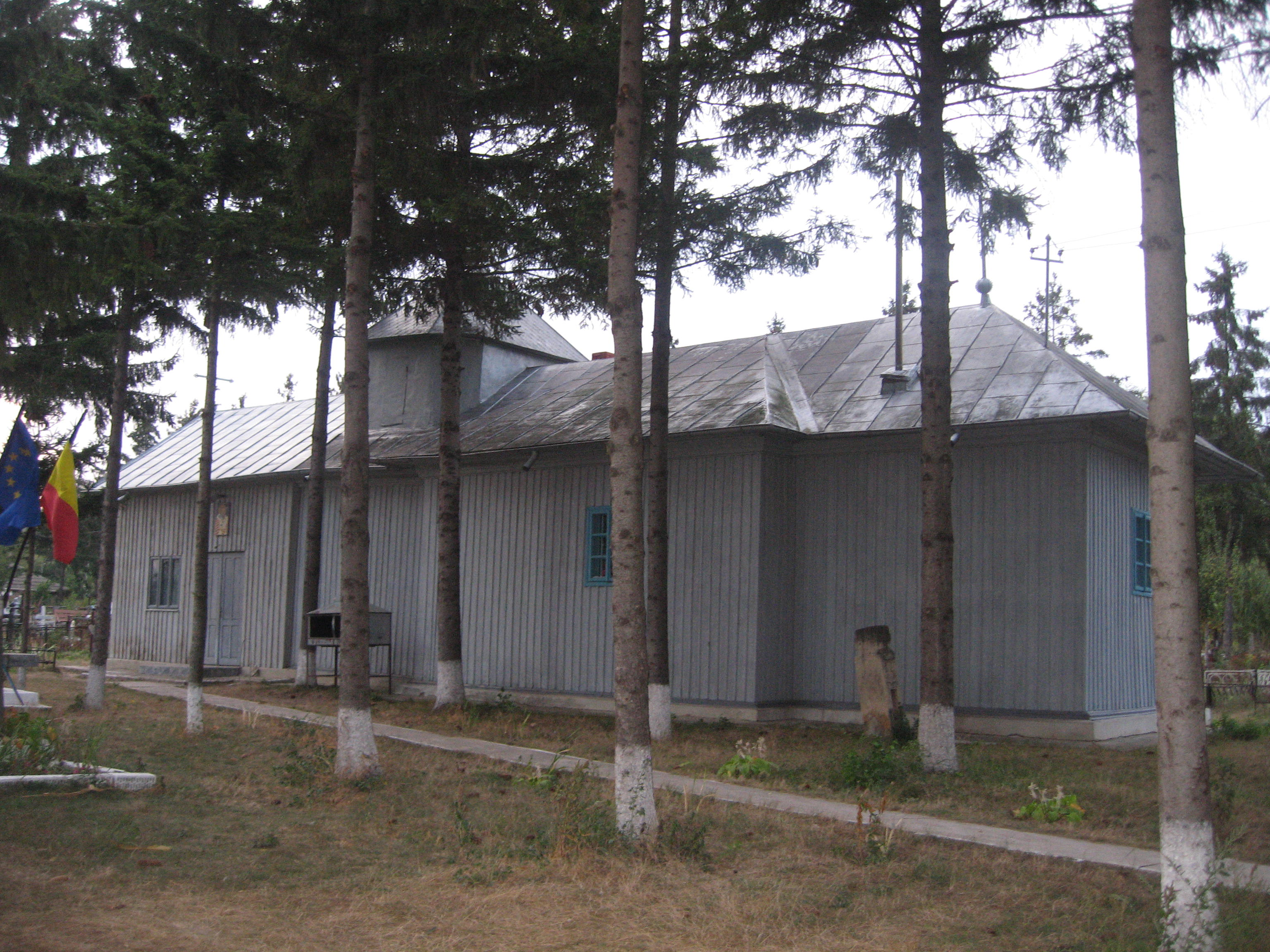
Biserica „Sfântul Grigore Teologul” din Mădârjești, monument istoric de interes local

Șase obiective din comuna Bălțați sunt incluse în lista monumentelor istorice din județul Iași ca monumente de interes local. Unul dintre ele este clasificat ca monument de arhitectură — Biserica de lemn „Sfântul Grigore Teologul” din satul Mădârjești, construcție ce datează din secolul al XIX-lea. Restul sunt o serie de situri arheologice:
- Situl arheologic de la Bălțați, punct Dealul Mândra, la 1,5 km NE de satul Bălțați. Aici s-au descoperit urmele a două așezări omenești, datând din:
  - Epoca Pietrei (Eneolitic, cultura Cucuteni, faza A);
  - Epoca bronzului târziu, cultura Noua.;
- Situl arheologic de la Bălțați, punct La Podeț, la cca. 1 km S de satul Bălțați, pe terasa inferioară a râului Bahluieț, lângă podețul de cale ferată. Aici s-au descoperit urmele a 8 așezări omenești datând din:
  - Neolitic, cultura Starčevo-Criș;
  - Epoca bronzului târziu, Cultura Noua;
  - Perioada Hallstatt;
  - Secolul al IV-lea, Epoca daco-romană;
  - Secolele al VIII-lea–al IX-lea, Epoca medievală timpurie;
  - Secolele al XII-lea–al XIII-lea, Epoca medievală timpurie;
  - Secolele al XV-lea–al XVI-lea, Epoca medievală ;
  - Secolele al XVII-lea–al XVIII-lea, Epoca medievală;
- Situl arheologic de la Bălțați, punct sat Bălțați - Cantoanele CFR (în zona cantoanelor CFR 38-39), cu urme ale 11 așezări omenești din:
  - Neolitic, cultura Starčevo–Criș;
  - Eneolitic, cultura Cucuteni, faza A;
  - Eneolitic, cultura Cucuteni, faza AB;
  - Eneolitic, cultura Cucuteni, faza B;
  - Epoca bronzului târziu, cultura Noua;
  - Hallstatt mijlociu;
  - Secolul al IV=lea, Epoca daco-romană;
  - Secolele al VI-lea–al VII-lea, Epoca medievală timpurie;
  - Secolele al VIII-lea–al IX-lea, Epoca medievală timpurie;
  - Secolele al X-lea–al XI-lea, Epoca medievală timpurie;
  - Secolele al XI-lea–al XIII-lea, Epoca medievală timpurie;
- Situl arheologic sat Filiași, comuna Bălțați, Dealul Mare (Dealul Boghiului), la marginea de SE a satului Filiași, cu urme ale unei așezări datând din eneolitic, cultura Cucuteni, faza A;
- Situl arheologic sat Sârca, comuna Bălțați, în vatra satului, unde s-au descoperit urmele a 2 așezări din:
  - Epoca fierului, perioada Latène;
  - Secolele al XVI-lea–al XVII-lea, Epoca medievală.

## Învățământ
Pentru cele 7 sate care o compun, comuna Bălțați dispune de 6 școli și 5 grădinițe.

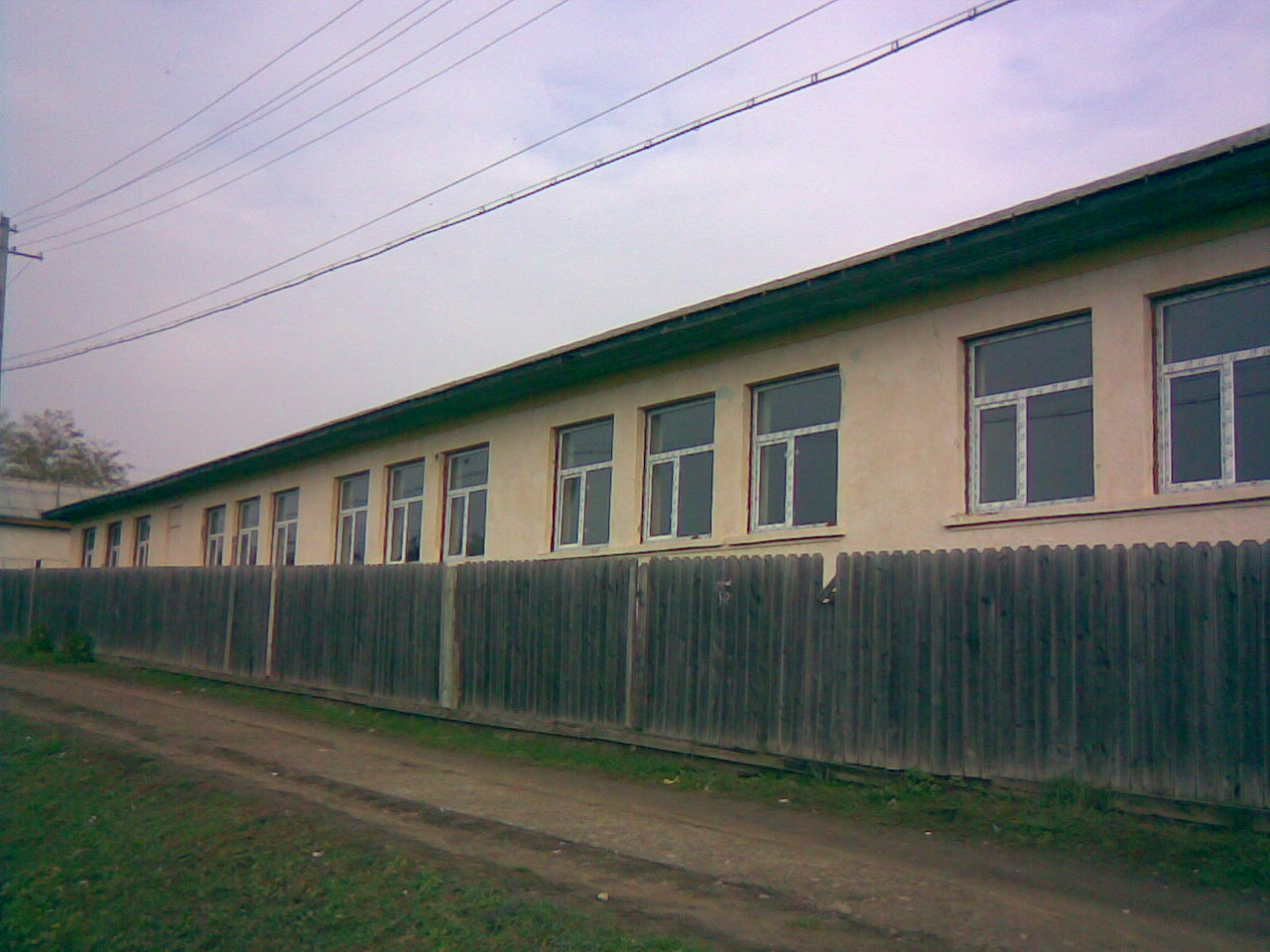
Școala generală din satul Bălțați
- Imagine din 27 octombrie 2007 -

Școala generală cu clasele I-VIII Bălțați. Funcționează într-o clădire veche, cu un singur nivel, și a fost inclusă în anul 2004 în programul Reabilitare școli finanțate prin Banca Mondială, pentru demolare și reconstrucție. Reabilitarea școlii se limita, la 27 octombrie 2007, la dotarea clădirii vechi și igrasioase cu geamuri termopan, după cum se poate observa în fotografia din stânga. Ulterior, în anul școlar 2008-2009, școala a fost dotată cu centrală termică pe gaz.